# James Braid

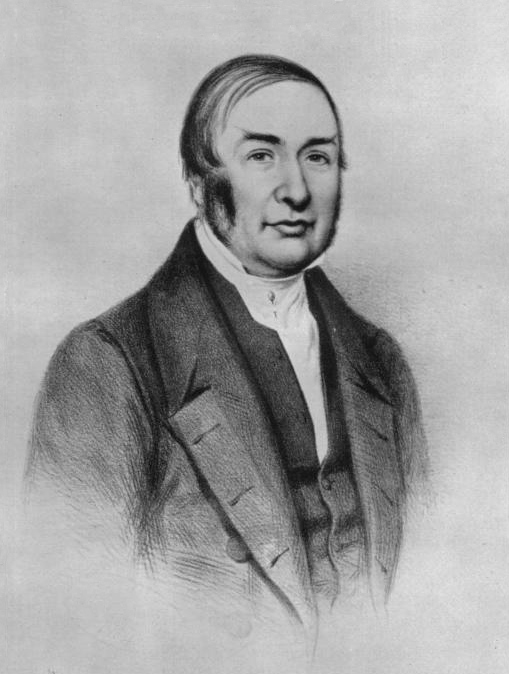
James Braid.

James Braid (ur. 19 czerwca 1795 w Fife, zm. 25 marca 1860) – szkocki neurochirurg. Syn Jamesa Braida i Anne Suttie. Mąż Margaret Mason (lub Meason) i ojciec dwójki dzieci syna (James) i córki.

## Wprowadzenie
J. Braid był uczniem Charlesa Andersona (chirurg) oraz studentem Uniwersytetu w Edynburgu w latach 1812-1814 gdzie duży wpływ na niego miał doktor medycyny Thomas Brown, który był kierownikiem katedry Etyki w Edynburgu w latach 1808-1820.
Otrzymał dyplom licencjacki the Royal College of Surgeons w Edynburgu w 1815.
W 1816 roku Braid otrzymał posadę chirurga w kopalni Lorda Hopetouna w Leadhills a w roku 1825 otworzył prywatną praktykę w Dumfries. W 1828 przeprowadził się do Manchesteru, za namową jego pacjenta Mr. Petty, gdzie przebywał i praktykował do śmierci w 1860.

## Magnetyzm zwierzęcy
W listopadzie 1841 zainteresował się zjawiskiem zwanym magnetyzmem zwierzęcym (mesmeryzm), kiedy osobiście zobaczył pokaz Charlesa Lafontaine, podróżującego francuskiego mesmerystę.
Badał on kondycję fizyczną przedmiotów badań Lafontaina i doszedł do wniosku, że były one w faktycznie całkowicie różnym stanie fizycznym.
Po pewnym czasie przekonał się, że naturalny psychofizyczny mechanizm jest prawdziwym fenomenem i natychmiast wystąpił z pięcioma wykładami w Manchesterze, które rozpoczął 27 listopada 1841.